# Suore insegnanti del cenacolo domenicano
Le suore insegnanti del cenacolo domenicano sono un istituto religioso femminile di diritto pontificio.

## Storia
La congregazione fu fondata nel 1932 a Genova da Ermelinda Rigon, già attiva nell'Azione cattolica: fu affiliata all'ordine domenicano il 3 gennaio 1943 e canonicamente eretta in istituto di diritto diocesano dal cardinale Pietro Boetto, arcivescovo di Genova, lo stesso anno.

## Attività e diffusione
Le suore adottano sin dalle origini l'uso dell'abito civile e si dedicano all'istruzione e all'educazione cristiana della gioventù e, in particolare, alla formazione scientifico religiosa degli aspiranti insegnanti.
Oltre che in Italia, la congregazione è attiva in Albania, Guatemala e Honduras; la sede generalizia è a Montecompatri.
Alla fine del 2015 l'istituto contava 39 religiose in 8 case.